# Jassidophaga guangxiensis
Jassidophaga guangxiensis är en tvåvingeart som beskrevs av Yang och Xu 1998. Jassidophaga guangxiensis ingår i släktet Jassidophaga och familjen ögonflugor. Inga underarter finns listade i Catalogue of Life.